# نواه لويس
نواه لويس (بالإنجليزية: Noah Lewis) هو موسيقي وفنان الشارع أمريكي، ولد في 3 سبتمبر 1895 في هينينغ في الولايات المتحدة، وتوفي في 7 فبراير 1961 بسبب غنغرينا.

## وصلات خارجية
- نواه لويس على موقع ميوزك برينز (الإنجليزية)
- نواه لويس على موقع ديسكوغز (الإنجليزية)